# Ресоциализация
Ресоциализа́ция (лат. re (повторное, возобновляемое действие) + лат. socialis (общественный), англ. resocialization, нем. Resozialisierung) — это приспособление человека к жизни в новом сообществе. 
Примерами могут служить эмиграция, обретение нового вероисповедания, уход в монастырь, вхождение в более высокий социальный класс (восходящая вертикальная мобильность), длительная госпитализация.